# Émilie Andéol
Émilie Andéol (Bordeus, 30 d'octubre de 1987) és una judoka francesa. El 2014 va aconseguir la medalla d'or al Campionat Europeu de Montpeller, així com la medalla de bronze als Campionats del Món de Txeliàbinsk. El 2016 va aconseguir la medalla d'or als Jocs Olímpics de Rio de Janeiro.